# ジョージ・ハミルトン＝ゴードン (第4代アバディーン伯)
第4代アバディーン伯爵ジョージ・ハミルトン＝ゴードン（英語: George Hamilton-Gordon, 4th Earl of Aberdeen, KG KT PC FRS FRSE FSA, 1784年1月28日 – 1860年12月14日）は、イギリスの政治家、貴族。
はじめトーリー党（保守党）の政治家だったが、穀物法廃止をめぐる保守党分裂の際には自由貿易を奉じるピール派に属して保守党を離れた。ロバート・ピールの死後には代わってピール派の指導者となる。ホイッグ党が内紛を起こしていたため、1852年12月にホイッグ党とピール派の連立政権の首相となる。在任中にクリミア戦争が発生した。1855年1月に退任し、ホイッグのパーマストン子爵に首相職を譲った。
アバディーン伯爵位の法定推定相続人の地位にあった1791年から1801年までハッド卿（Lord Haddo）の儀礼称号を使用した。

## 生涯

### 初期の経歴

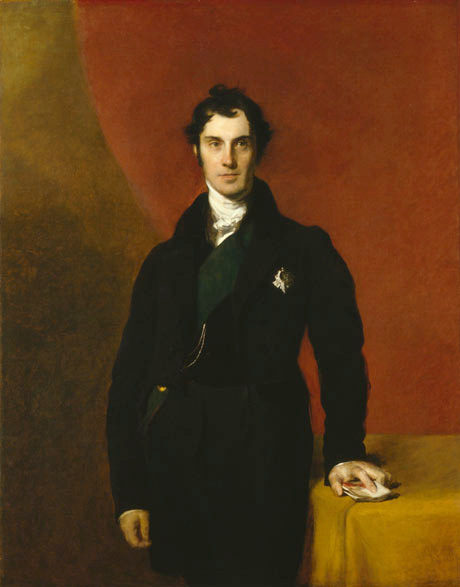
第4代アバディーン伯爵。トーマス・ローレンス画、1829年。

1784年1月28日、スコットランド貴族の第3代アバディーン伯爵ジョージ・ゴードンの息子であるハッド卿ジョージ・ゴードンの長子として、1784年1月28日にスコットランド・エディンバラで誕生した。母はシャーロット（旧姓バード、ウィリアム・バードの娘）。
1791年10月2日に父、1795年10月8日に母を亡くしたため、小ピットと初代メルヴィル子爵ヘンリー・ダンダスが後見人となって育てられた。
1794年よりパブリックスクールのハーロー校で教育を受けた後、1800年6月30日にケンブリッジ大学セント・ジョンズ・カレッジに入学、1804年にM.A.の学位を修得した。
1801年8月13日、祖父が亡くなり、第4代アバディーン伯爵爵位を継承した。1805年7月28日に最初の妻キャサリン・ハミルトン（1784年1月10日 – 1812年2月29日、初代アバコーン侯爵ジョン・ハミルトンの娘）と結婚した。

### 外交官として
最初の妻キャサリンが亡くなった1812年、彼は外務省に加わった。1813年に駐オーストリア大使に就任し、ウィーンへ赴任し、イギリス＝オーストリア間の反ナポレオンの同盟トプリッツ条約に署名した。しかし外相カースルレー子爵と対立してパリ条約の頃に辞職した。1814年6月には連合王国貴族のアバディーンのゴードン子爵（Viscount Gordon of Aberdeen）に叙され、貴族院議員に列した。
1815年7月8日にハリエット・ダグラス（1792年6月8日 – 1833年8月26日、ジョン・ダグラス閣下の娘）と再婚し、1818年11月13日には勅許を得て、亡き先妻の姓を加えて「ハミルトン＝ゴードン」の二重性に改めた。

### 政界にて

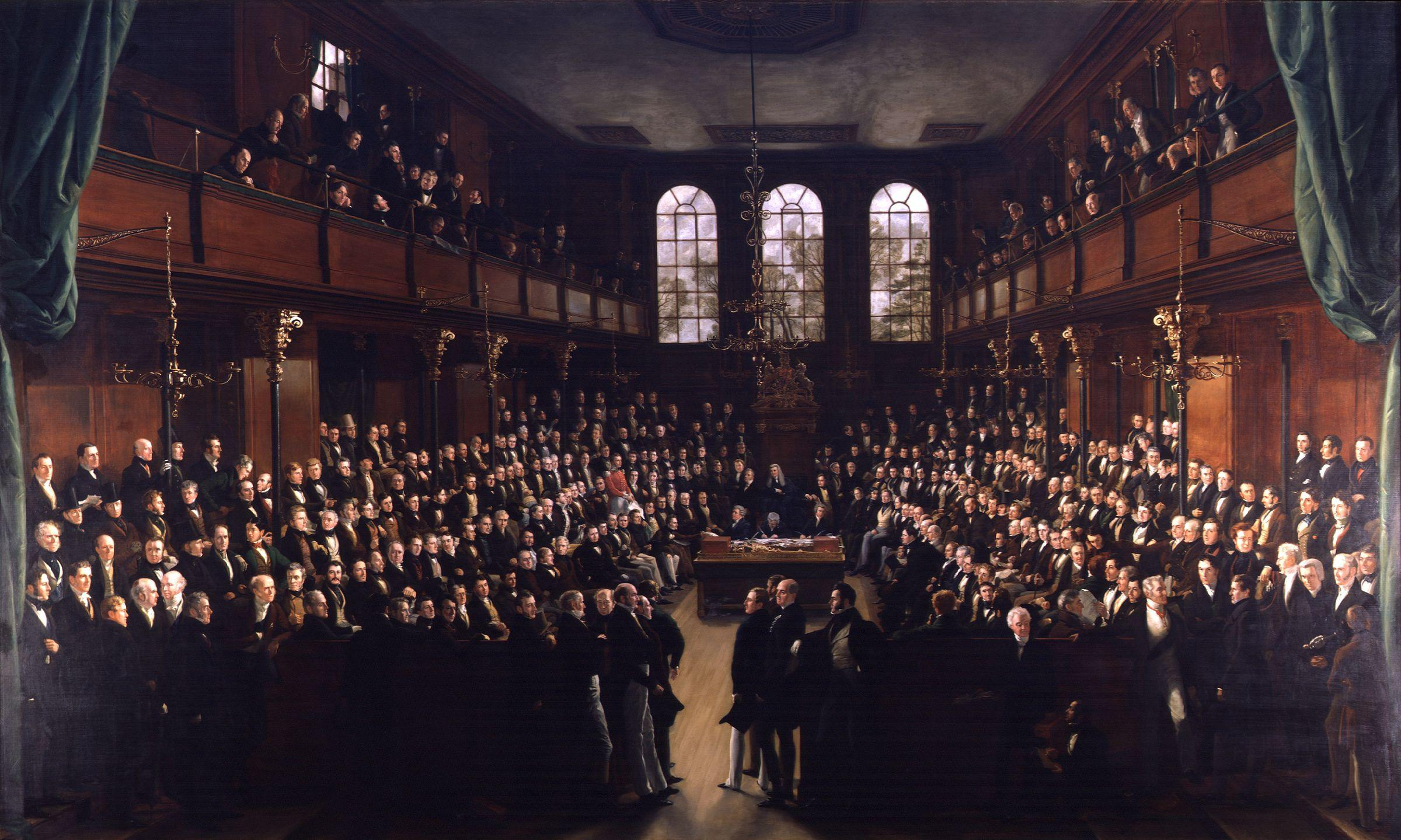
1833年の庶民院を描いた絵

10年ほどスコットランドの領地の経営に専念し、政治からは遠ざかっていたが、1828年にウェリントン公爵政権でランカスター公領大臣、ついで外相として入閣する。
1834年から1835年の第一次ピール内閣では陸軍・植民地大臣として入閣し、1841年の第二次ピール内閣でも再び外相になる。清に南京条約を締結させてメルバーン子爵前政権下で勃発したアヘン戦争を終結させると、ヨーロッパ列強とアメリカと宥和外交を展開した。特にアメリカとの関係を重視して、ウェブスター＝アッシュバートン条約を結び国境問題の解決にあたる。フランス外相フランソワ・ピエール・ギヨーム・ギゾーとの関係も強化し、タヒチ問題ではフランスに譲歩した。アフガニスタン問題でもロシアに譲歩している。外務省出身だったアバディーン伯は、長く軍事関係の役職をやっていた前任者で同年齢のパーマストン子爵ヘンリー・ジョン・テンプルとは正反対の外交観を持っていた。
1846年の穀物法廃止をめぐる論争では首相ピールの穀物自由貿易路線を支持した。結局穀物法は廃止されたが、保守党は分裂し、ピールは保守党内自由貿易派を率いてピール派を立ち上げた。アバディーンもこれに参加した。

### 首相職

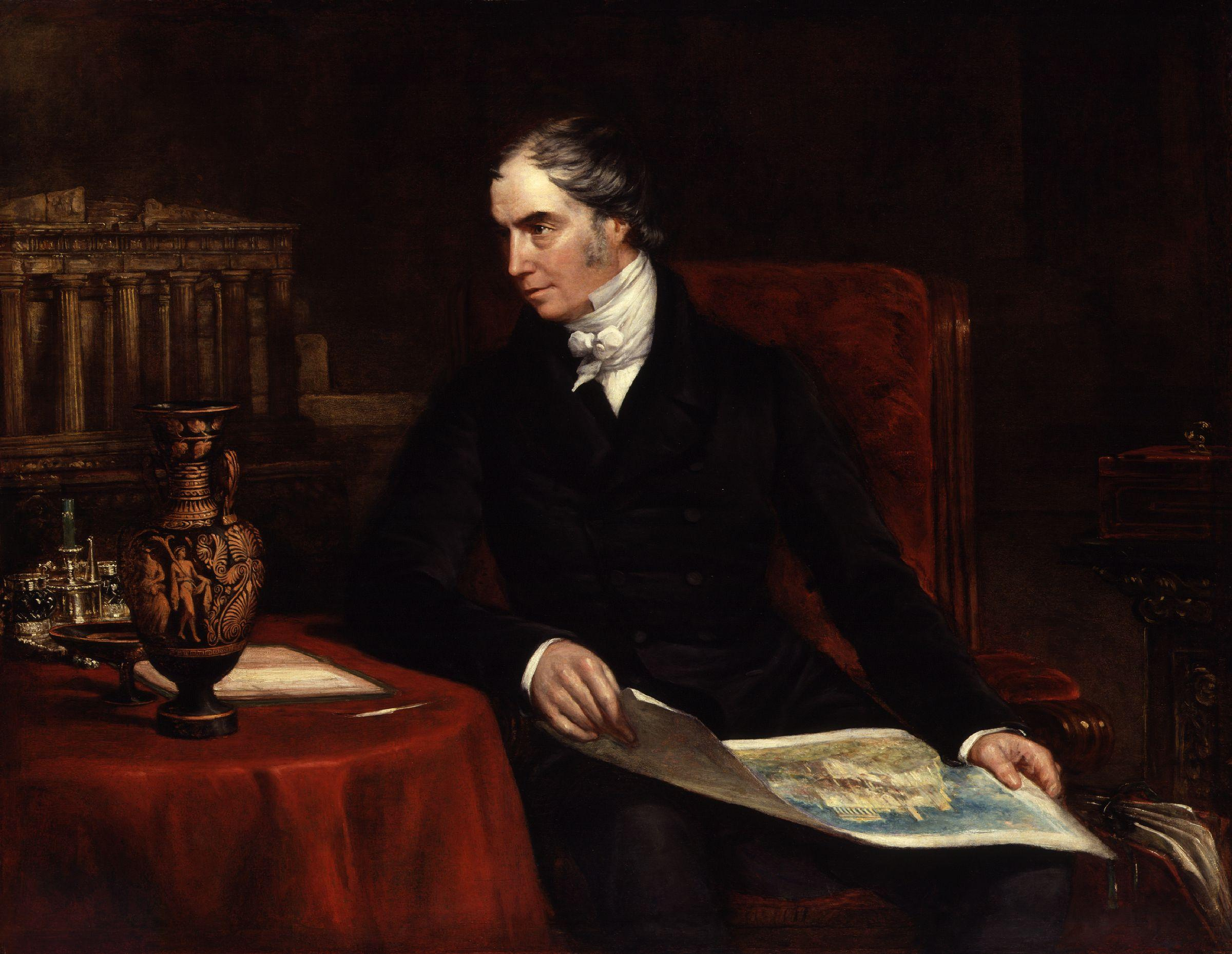
1847年頃のアバディーン伯爵（ジョン・パートリッジ画）

1850年にピールが死去すると代わってピール派の指導者となる。1852年12月にダービー伯爵保守党政権が崩壊したが、ホイッグ党はジョン・ラッセル卿派とパーマストン子爵派の二大派閥に分裂していたため、首相を出すことができず、ピール派のアバディーンが組閣の大命を受けた。ピール派6人、ホイッグ7人、急進派1人から成る連立政権だった。
アバディーンは平和外交家として知られていたが、東方問題でロシアとトルコが開戦すると、反ロシアの世論や閣僚（内相パーマストンや外相ラッセル）を抑えられず、1854年3月にロシアに宣戦布告する（クリミア戦争）。だが戦争の長期化に伴い国民の支持を失う。わずか2年足らずで政権は崩壊し、閣内にいたパーマストン内相に戦争の采配をゆずった。

### 晩年
退任後、イギリスを戦争に導いてしまったと後悔し続けたという。1860年12月14日にロンドンの自宅アーガイル・ハウスで死去した。爵位と財産は息子のジョージが継承した。

## 栄典

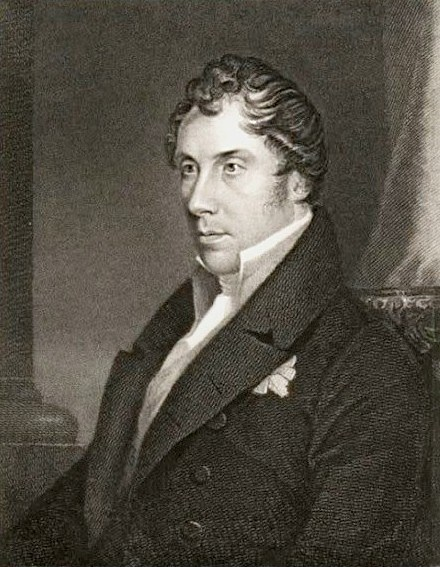
アバディーン伯爵（トマス・ウォールノース画）

### 爵位・準男爵位
1801年8月13日に父の死により以下の爵位を継承した。
- 第4代アバディーン伯爵(4th Earl of Aberdeen)
(1682年11月30日の勅許状によるスコットランド貴族爵位)
- 第4代フォーマーティーン子爵(4th Viscount of Formantine)
(1682年11月30日の勅許状によるスコットランド貴族爵位)
- 第4代ハッド＝メスリック＝ターブス＝ケリー卿(4th Lord Haddo, Methlick, Tarves and Kellie)
(1682年11月30日の勅許状によるスコットランド貴族爵位)
- (ハッドーの)第6代準男爵(6th Baronet, "of Haddo")
(1642年8月13日の勅許状によるスコットランド準男爵位)

1814年6月1日に以下の爵位を新規に叙された。
- アバディーン州におけるアバディーンの初代ゴードン子爵(1st Viscount Gordon, of Aberdeen in the County of Aberdeen)
(勅許状による連合王国貴族爵位)

### 勲章
- 1808年3月16日、シッスル勲爵士（KT）[2]
- 1815年、聖イシュトヴァーン大十字勲章（英語版）[12]
- 1855年2月7日、ガーター勲爵士（KG）[2]

### その他
- 1808年4月28日、王立協会フェロー（FRS）[2]
- 1812年 – 1846年、ロンドン考古協会会長[5]
- 1814年7月22日、枢密顧問官（PC）[2]
- 1849年4月16日、エディンバラ王立協会フェロー（FRSE）[5]

## 家族
1805年にキャサリン・エリザベス・ハミルトン（初代アバコーン侯爵ジョン・ハミルトンの娘）と結婚。彼女との間に以下の4子を儲けた。
- ジェーン（1807年2月11日 – 1824年7月21日）[13]
- シャーロット・キャサリン（1808年3月28日 – 1818年7月21日）[13]
- アリス（1809年7月12日 – 1829年4月21日）[13]
- 男子、名前不詳（1810年11月23日）[13]

1812年にキャサリンと死別し、1815年にハリエット・ダグラスと再婚した。彼女との間に以下の5子を儲ける。
- ジョージ・ジョン・ジェームズ（1816年9月28日 – 1864年3月22日） - 第5代アバディーン伯爵[12]
- アレクサンダー（英語版）（1817年12月11日 – 1890年5月19日） - 陸軍軍人。1852年12月9日、キャロライン・エミリア・メアリー・ハーシェル（Caroline Emilia Mary Herschel、1909年1月29日没、初代準男爵サー・ジョン・ハーシェルの娘）と結婚、子供あり[12]
- フランシス（1818年12月 – 1834年4月20日）[13]
- ダグラス（1824年3月13日 – 1901年12月6日） - 聖職者。1851年7月15日、エレン・スーザン・アン・ダグラス（Ellen Susan Anne Douglas、1914年1月22日没、第17代モートン伯爵ジョージ・ショルト・ダグラスの娘）と結婚、子供あり[12]
- アーサー（英語版）（1829年11月26日 – 1912年1月30日） - 政治家、植民地総督。初代スタンモア男爵[12]

## 関連図書
- Barker, George Fisher Russell (1890). "Gordon, George Hamilton" . In Stephen, Leslie; Lee, Sidney (eds.). Dictionary of National Biography (英語). Vol. 22. London: Smith, Elder & Co. pp. 200–203.
- Chamberlain, Muriel E. (27 May 2010) [23 September 2004]. "Gordon, George Hamilton-, fourth earl of Aberdeen". Oxford Dictionary of National Biography (英語) (online ed.). Oxford University Press. doi:10.1093/ref:odnb/11044。 (要購読、またはイギリス公立図書館への会員加入。)
- Holland, Arthur William (1911). "Aberdeen, George Hamilton Gordon, 4th Earl of" . In Chisholm, Hugh (ed.). Encyclopædia Britannica (英語). Vol. 1 (11th ed.). Cambridge University Press. pp. 46–47.
- Reynolds, Francis J., ed. (1921). "Aberdeen, George Hamilton Gordon, Earl of" . Collier's New Encyclopedia (英語). New York: P. F. Collier & Son Company.
- Wood, James, ed. (1907). "Aberdeen, Earl of" . The Nuttall Encyclopædia (英語). London and New York: Frederick Warne.